# 实践 (哲学)
实践是某种理论、课程或技能得以具化或实现的过程，也可以指参与、应用、锻炼、实现或实践想法的行为。
实践是哲学史上常被探讨的一个话题，柏拉图、亚里士多德、圣奥古斯丁、弗朗西斯·培根、康德、齐克果、马克思、葛兰西、海德格尔、汉娜·阿伦特、保罗·弗莱雷、路德维希·冯·米塞斯等众多古往今来的哲学家都曾探讨此话题。这一概念在政治、教育、精神和医学领域具有重要意义。